# Kaechon
Kaech'ŏn (Hangul: 개천시, Hanja: 价川市) é uma cidade em P'yŏngan Sul, na Coreia do Norte.    

## Geografia
O pico mais alto é o Paekt'apsan. Os rios mais importantes são o Rio Ch'ŏngch'ŏn e o Rio Taedong. A área da cidade é de 61% de florestas.

## Divisões Administrativas
Kaech'ŏn-si é dividido em 26 tong (bairros) e 11 do ri (aldeias):
| - Ar il-dong (알일동) - Chajak-tong (자작동) - Chŏnjin-dong (전진동) - Choyang-dong (조양동) - Ch'ŏlligil-dong (천리길동) - Inhŭng-dong (인흥동) - Kag am-dong (각암동) - Kangch'ŏl-dong (강철동) - Kŏnji-dong (건지동) - Kun u'-dong (군우동) - Kwangbok-tong (광복동) - Mukpang-dong (묵방동) - Namch'ŏn-dong (남천동) - Pongch'ŏn-dong (봉천동) - Pug'wŏn-dong (북원동) - Ramjŏn-dong (람전동) - Ryongam-dong (룡암동) - Ryongdae-dong (룡대동) - Ryongjin-dong (룡진동) | - Ryongwŏn-dong (룡원동) - Sambong-dong (삼봉동) - Samp o-dong (삼포동) - Sinsŏng-dong (신성동) - Sŏnam-dong (서남동) - Sŭngch ang-dong (승창동) - Yaksu-dong (약수동) - Chunhyŏl-li (준혁리) - Ch'ŏngryong-ri (청룡리) - Kuŭp-ri (구읍리) - Kwangdo-ri (광도리) - Oedong-ri (외동리) - Oesŏ-ri (외서리) - Pobu-ri (보부리) - Ryongul-li (룡운리) - Taegang-ri (대각리) - Tohwa-ri (도화리) - Tongrim-ri (동림리) |

## Economia
A agricultura tem sido amplamente desenvolvida, incluindo a pecuária e a fruticultura. Usinagem e metal são as indústrias dominantes, a mineração também se tornou mais proeminente.

## Campos de prisioneiros
Existem dois grandes campos de prisioneiros na Kaech'ŏn, ambos conhecidos por muito duras condições:
- Prisão política Campo Nº 14 é uma prisão (colônia de trabalho) localizada a cerca de 20 km (12 mi) a sudeste do centro da cidade, nas margens do Rio Taedong. Shin Dong-hyuk nasceu no acampamento, torturado lá, e, finalmente, viu a mãe e o irmão executada antes que ele escapou.[1]
- Re-educação Campo Nº 1 é um complexo de prisões de construção de cerca 2,5 km (1,6 mi) a leste do centro da cidade. Lee em Breve-ok , foi preso por seis anos no local e testemunhou perante o Senado dos Estados Unidos.[2]

## Ler mais
- Dormels, Rainer. Coreia do norte Cidades: instalações Industriais, estruturas internas e tipificação. Jimoondang, 2014. ISBN 978-89-6297-167-5